# Surprise Lake (Alaska)

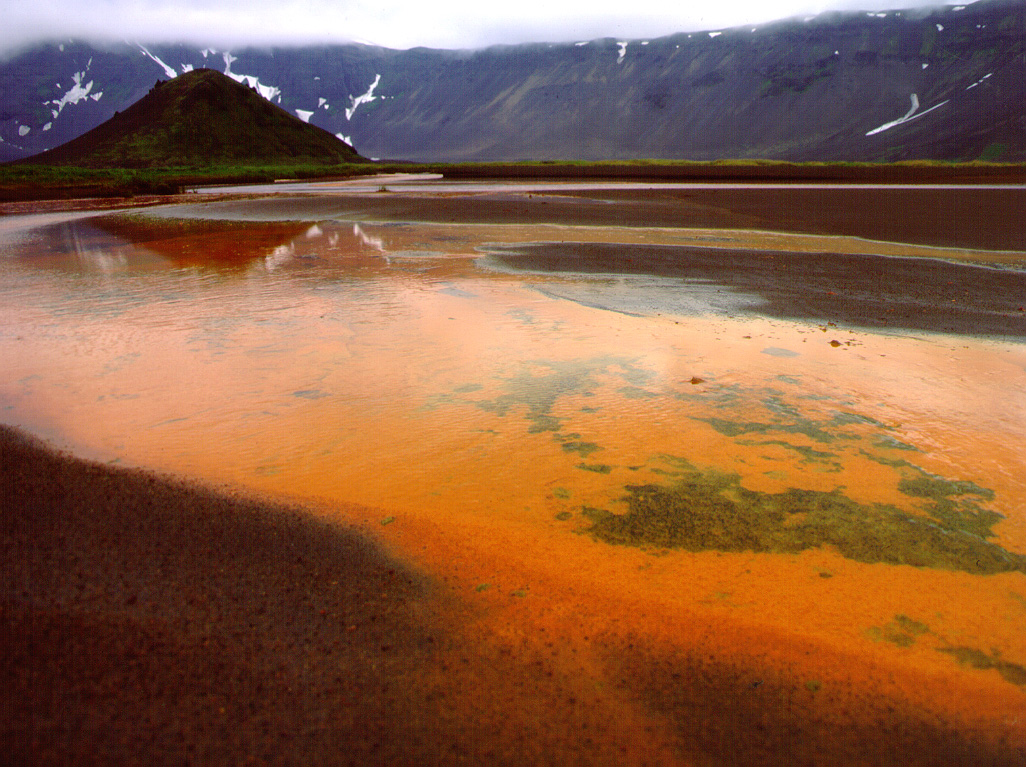
De aanwezigheid van ijzer geeft het water bij de bronnen een oranje tint.

Surprise Lake is een meer in de caldera van Mount Aniakchak, een vulkaan in Alaska in de Verenigde Staten. Het meer is de bron van Aniakchak River en maakt deel uit van het Aniakchak National Monument and Preserve.
Surprise Lake ligt in het noordoosten van de caldera op een hoogte van ongeveer 335 meter. Het ondiepe meer is 3,2 kilometer lang en het water loopt weg door The Gates, een steile kloof van ongeveer 450 meter in de 1 kilometer hoge oostelijke wand. Het is aannemelijk dat het meer vroeger zo groot was als de gehele caldera, vergelijkbaar met Crater Lake in het zuiden van Oregon. Het weglopende water zou ongeveer 2000 jaar geleden The Gates hebben veroorzaakt.
In de Aniakchak River en Surprise Lake vindt men vele vissoorten; onder andere forel, chum zalm, rode zalm en regenboogforel.

## Bereikbaarheid
De caldera kan alleen per vliegtuig of te voet bereikt worden, en het nationaal park is alleen toegankelijk per vliegtuig of boot. Er zijn geen wandelpaden in het park, wandelaars gebruiken vooral de onbegroeide asvelden. Watervliegtuigen kunnen landen op Surprise Lake.